# The Last Hunt
The Last Hunt és un western estatunidenc de Richard Brooks, estrenat el 1956.

## Argument
El 1883 a l'estat de Dakota es fa una cacera implacable del bisó. Els caçadors fan una matança posant en perill la vida dels indis amuntegats en reserves traient-los els aliments naturals. Charlie era un caçador de búfals que agafa Tony per una gran partida de caça. Charlie és un caçador despietat i sanguinari, a diferència de Tony que està cansat de la carnisseria i a poc a poc deixa de caçar. Per complicar les ja tenses relacions entre tots dos, Charlie captura un indi que tracta com a esclava i de qui Tony s'enamora. A poc a poc, Charlie perd el contacte amb la realitat tornant-se cada vegada més paranoic i assedegat de sang, de manera que Tony i l'índia fugen.

## Repartiment
- Robert Taylor: Charles Gilson
- Stewart Granger: Sandy McKenzie
- Debra Paget: L'índia
- Lloyd Nolan: Cama de fusta
- Russ Tamblyn: Jimmy O'Brien
- Constance Ford: Peg
- Joe De Santis: Ed Black
- Ainslie Pryor: El caçador de bisons
- Ralph Moody: L'agent indi
- Fred Graham: El cambrer